# 17162 Nithinkavi
17162 Nithinkavi è un asteroide della fascia principale. Scoperto nel 1999, presenta un'orbita caratterizzata da un semiasse maggiore pari a 2,437460 UA e da un'eccentricità di 0,076836, inclinata di 6,393128° rispetto all'eclittica. Ha un diametro di 4,965 km.